# Plagia (Arriana)
Plagia (griechisch Πλαγιά (f. sg.), im Osmanischen Reich: Παγιαμλάρ – Pagiamlar) ist ein Dorf im Regionalbezirk Rodopi in Ostmakedonien und Thrakien, Griechenland. Das Dorf liegt im Bergland auf einer Höhe von 200 m. 2011 hatte der Ort 294 Einwohner.

## Geographie
Das Dorf liegt 10 km östlich-nordöstlich des Verwaltungssitzes Fillyra und 32 km östlich von Komotini. Westlich des Dorfes verläuft der Bach (Chimarros) Ragada (Ραγάδα Ροδόπης), der wenig später in den Fluss Lissos mündet. In der Umgebung gibt es viele gefasste Wasserquellen, während sich etwa 1 km vom Dorf entfernt auf einem Hügel die Ruinen einer byzantinischen Burg befinden.
Die nächstgelegenen Orte sind Nikites (Νικητές) und Kinyra (Κίνυρα) unterhalb am Hang im Süden.
Nach der Befreiung Thrakiens 1924 wurde es im Amtsblatt 194A – 14.08.1924 (ΦΕΚ 194Α – 14/08/1924) offiziell als Plagia erwähnt und der damaligen Gemeinde der Arriana angegliedert. Nach dem Kallikratis-Programm wurde das Dorf zur Ortsgemeinde Arriana (Δήμος Αρριανών) angegliedert.